# Jakub Gruber
Jakub Gruber (* 25. září 1994) je český florbalový obránce, reprezentant, vicemistr světa z roku 2022 a čtyřnásobný mistr Česka. Od roku 2016 hrál za tým Florbal MB. V létě roku 2024 přestoupil do týmu ACEMA Sparta Praha.

## Klubová kariéra
Gruber s florbalem začínal v oddílu TJ Sokol Královské Vinohrady. V roce 2010 v dorosteneckém věku odešel do klubu SSK Future, za který v sezóně 2011/2012 poprvé nastoupil v nejvyšší mužské soutěži.
V roce 2013 přestoupil do Tatranu Střešovice, se kterým v první sezóně získal stříbro a o rok později v ročníku 2014/2015 svůj první mistrovský titul a následně bronz na Poháru mistrů. V další sezóně kromě za Tatran hrál na střídavý start i za prvoligový klub FBC Kanonýři Kladno, kterému pomohl k návratu do Superligy, mimo jiné dvěma góly a asistencí v rozhodujícím zápase barážové série proti Vinohradům.
Od roku 2016 hraje za mladoboleslavský tým Florbal MB, se kterým získal v sezónách 2017/2018, 2020/2021 a 2021/2022 další tři mistrovské tituly. Během přerušení sezóny 2020/2021 kvůli pandemii covidu-19 v Česku odešel se čtyřmi spoluhráči na několik týdnů hrát do švédského klubu IBK Dalen. Na Poháru mistrů v roce 2023 přispěl gólem k vítězství Boleslavi v zápase o bronz.

## Reprezentační kariéra
V juniorském věku Gruber reprezentoval na Mistrovství světa do 19 let v roce 2013. Dále hrál na Akademických mistrovstvích v letech 2016 a 2018. Na druhém z nich získali mistrovský titul, ke kterému přispěl mimo jiné gólem ve finálovém zápase.
Jeho prvním velkým turnajem v seniorské florbalové reprezentaci byly Světové hry v roce 2017. Na Euro Floorball Tour v letech 2021 a 2022 s českým týmem podruhé a potřetí v historii porazili Švédsko.
Na mistrovství světa hrál poprvé v roce 2021, kdy Češi dosáhli po sedmi letech na bronz. Na jeho druhém Mistrovství světa v roce 2022 získalo Česko po 18 letech druhou stříbrnou medaili. Mimo to v zápase ve skupině poprvé v historii na mistrovství remizovali se Švédskem.
| Umístění | Soutěž                                       |
| -------- | -------------------------------------------- |
| 4.       | Mistrovství světa ve florbale do 19 let 2013 |
| 4.       | Florbal na Světových hrách 2017              |
|          | Mistrovství světa ve florbale 2020           |
|          | Mistrovství světa ve florbale 2022           |